# 新长征路上的摇滚
《新长征路上的摇滚》（台湾版称作《一无所有》）是中国摇滚乐歌手崔健第一张录音室专辑。该专辑是中国内地有史以来的第一张原创摇滚乐专辑，以此奠定了崔健在中国摇滚乐历史上的“开山鼻祖”之地位。其中〈花房姑娘〉、〈假行僧〉、〈新长征路上的摇滚〉、〈一无所有〉等在华语地区传唱度非常高，被不少歌手翻唱。

## 曲目
| 曲序 | 曲目             | 备注               | 时长 |
| ---- | ---------------- | ------------------ | ---- |
| 1.   | 新長征路上的搖滾 | 台灣首版没有这隻歌 | 4:41 |
| 2.   | 不再掩飾         |                    | 5:20 |
| 3.   | 讓我睡個好覺     |                    | 3:57 |
| 4.   | 花房姑娘         |                    | 4:48 |
| 5.   | 假行僧           |                    | 4:56 |
| 6.   | 從頭再來         |                    | 5:10 |
| 7.   | 出走             |                    | 5:29 |
| 8.   | 一無所有         |                    | 5:35 |
| 9.   | 不是我不明白     |                    | 5:10 |

## 人员
- 吉他：崔健、艾迪
- 贝斯：巴拉什
- 鼓：张永光、刘效松
- 键盘：庄飚
- 萨克斯：刘元
- 唢呐：刘元
- 笛子：刘元
- 古筝：王勇

## 销量
| 地区 | 销量    |
| ---- | ------- |
| 香港 | ≥100000 |
| 台湾 | ≥200000 |
| 四川 | ≥400000 |
| 武汉 | ≥30000  |

## 版本
- 中国旅游音像出版的深飞银圈版
- 中国旅游音像出版的非银圈版
- 香港EMI日本东芝版
- 日本EMI东芝版
- 台湾可登美国版
- 台湾可登后期再版
- 北京京文1999年再版